# 瀧野屋
瀧野屋（たきのや、新字体：滝野屋）は、歌舞伎役者の屋号。
初代市川男女蔵の実父・二代目市川門之助の出身地が江戸近郊の王子瀧野川村だったことにその名は由来する。
三代目男女蔵が二代目市川左團次の未亡人に乞われて三代目左團次を襲名したため、以後「市川男女蔵」は「市川左團次」に先立って襲名する名跡となる。その結果代々の左團次と男女蔵は、親子でありながら父は高島屋、息子は瀧野屋と、異なる屋号を持つことになった。
瀧野屋の代表的な名跡には以下のものがある。なお参考までに定紋も併せて記した。
| 屋号            | 名跡                         | 定紋                                              | 定紋 | 備考               |
| --------------- | ---------------------------- | ------------------------------------------------- | ---- | ------------------ |
| たきのや 瀧野屋 | いちかわ おめぞう 市川男女蔵 | すみきりかくに ひとつは もみじ 隅切り角に一葉紅葉 |      | 二代目は「小谷屋」 |
| たきのや 瀧野屋 | いちかわ おとら 市川男寅     | すみきりかくに ひとつは もみじ 隅切り角に一葉紅葉 |      |                    |